# 26984 Fernand-Roland
26984 Fernand-Roland este un asteroid din centura principală de asteroizi.

## Descriere
26984 Fernand-Roland este un asteroid din centura principală de asteroizi. A fost descoperit pe 1 noiembrie 1997 la Village-Neuf de Christophe Demeautis și Daniel Matter. Asteroidul prezintă o orbită caracterizată de o semiaxă mare de 3,17 ua, o excentricitate de 0,07 și o înclinație de 12,6° în raport cu ecliptica.